# Pterolophia apicefusca
Pterolophia apicefusca là một loài bọ cánh cứng trong họ Cerambycidae.